# Stummelschwänze
Die Stummelschwänze (Acanthisittidae), früher als Maorischlüpfer oder Neuseelandschlüpfer bezeichnet, sind eine auf Neuseeland endemische Familie aus der Ordnung der Sperlingsvögel (Passeriformes). Sie sind die Schwestergruppe aller übrigen Sperlingsvögel. Heute leben nur noch zwei Arten; fünf weitere sind ausgestorben.

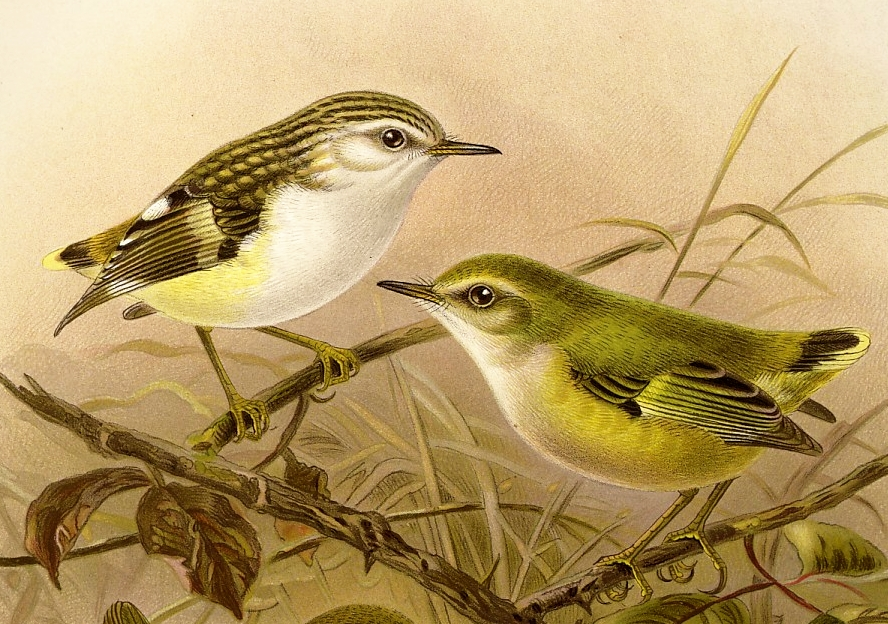
Pärchen des Grünstummelschwanzs (Acanthisitta chloris)

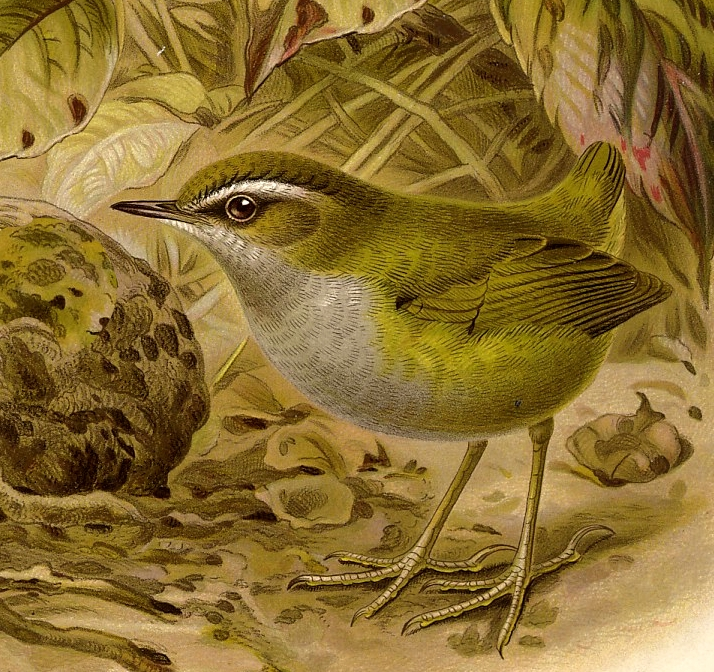
† Waldstummelschwanz
(Xenicus longipes)

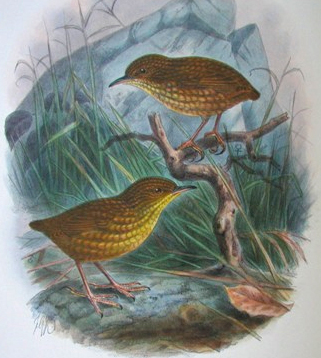
† Stephenschlüpfer (Xenicus lyalli)

## Beschreibung
Stummelschwänze ähneln in ihrem Körperbau den Zaunkönigen, mit denen sie aber nicht näher verwandt sind. Es sind sehr kleine Vögel, die nur 8 bis 10 Zentimeter Länge erreichen. Ihr Körperbau ist gedrungen, der Schwanz und der Hals sind sehr kurz. Ihre Flügel sind kurz und abgerundet, ihr Flugvermögen ist schlecht entwickelt. Die Beine sind kräftig, die Zehen sind lang und dünn. Der Schnabel ist lang und zugespitzt, manchmal ist er leicht nach oben gebogen. Die Färbung des Federkleids variiert von gelblich-braun bis grünlich, die Unterseite ist heller, oft weiß oder grau. Der Geschlechtsdimorphismus ist nicht sehr ausgeprägt, Weibchen sind allerdings meistens matter gefärbt.

## Lebensweise
Diese Vögel halten sich vorwiegend in Wäldern und felsigem Gelände auf. Sie streifen meist am Boden herum oder klettern auf Baumstämme, wo sie nach Insekten, ihrer Hauptnahrung, suchen. Ihr Verhalten wird manchmal mit dem von Nagetieren oder Insektenfressern verglichen; da diese Tiere ursprünglich auf Neuseeland nicht vorkamen, haben sie möglicherweise deren ökologische Nische besetzt. Diese Vögel leben monogam und sind vorwiegend Bodenbrüter, der Grünstummelschwanz kann sein Nest jedoch auch auf Bäumen errichten. Die Jungtiere werden von beiden Geschlechtern gefüttert.

## Systematik
Die Stummelschwänze wurden früher den Schreivögeln zugeordnet, DNA-Vergleiche zeigen jedoch, dass sie außerhalb dieses Taxons stehen und das basale Schwestertaxon aller übrigen Sperlingsvögel darstellen.
- Gattung Acanthisitta
  - Grünstummelschwanz oder Grenadier (Acanthisitta chloris)
- Gattung Xenicus
  - Felsenstummelschwanz (Xenicus gilviventris)
  - † Waldstummelschwanz (Xenicus longipes)
- † Gattung Traversia
  - † Stephenschlüpfer (Traversia lyalli)

Außerdem sind mehrere subfossile Arten bekannt, die vor der Ankunft der Europäer ausstarben:
- † Dendroscansor decurvirostris
- † Pachyplichas jagmi
- † Pachyplichas yaldwyni

## Bedrohung
Als Bodenbrüter mit kaum natürlichen Feinden waren die Stummelschwänze besonders anfällig für Störungen durch die Einschleppung von Neozoen. Schon vor Ankunft der Europäer wurde die Pazifische Ratte eingeführt, was dazu führte, dass mehrere Arten ausgerottet oder auf kleine Inseln zurückgedrängt wurden. Mit den Europäern kamen dann weitere Ratten, Mungos, Katzen und andere Räuber, für die die Tiere eine leichte Beute waren. Der Stephenschlüpfer wurde Ende des 19. Jahrhunderts von der Katze des Leuchtturmwärters auf Stephens Island (Neuseeland) ausgerottet, der Waldstummelschwanz verschwand in der zweiten Hälfte des 20. Jahrhunderts. Heute leben noch zwei Arten, der bedrohte Felsenstummelschwanz und der noch relativ häufige Grünstummelschwanz.